# Sex and Gasoline
Sex and Gasoline è il tredicesimo album in studio del cantautore statunitense Rodney Crowell. Pubblicato nel 2008 dall'etichetta discografica indipendente Yep Roc Records, l'album è una pubblicazione di attualità che si occupa in gran parte delle questioni di genere negli Stati Uniti, in particolare del trattamento delle donne nella cultura americana. È composto interamente da composizioni originali di Crowell.
Crowell ha pubblicato l'album in un momento in cui era particolarmente acclamato dalla critica. Mentre si concentrava maggiormente sul merito artistico e sul suono guidato dai testi, ha affinato un tema centrale per le tracce. Ha tratto ispirazione dalla sua vita personale, comprese sua moglie e le quattro figlie. Joe Henry ha prodotto l'album utilizzando un gruppo di musicisti con cui Crowell non aveva lavorato in precedenza. La registrazione principale è avvenuta a South Pasadena, in California, nel 2007.
L'album ha ricevuto recensioni ampiamente favorevoli anche se è stato visto come uno sforzo minore rispetto alle precedenti tre pubblicazioni di Crowell. È entrato nelle classifiche dei migliori album country e degli album indipendenti di Billboard ed è stato nominato per il miglior album folk/americano contemporaneo alla 51ª edizione dei Grammy Awards perdendo contro il vincitore del premio della registrazione dell'anno e dell'album dell'anno Raising Sand di Robert Plant e Alison Krauss..

## Tracce
1. Sex and Gasoline – 4:28
2. Moving Work of Art – 4:30
3. The Rise and Fall of Intelligent Design – 4:28
4. Truth Decay – 4:30
5. I Want You #35 – 3:31
6. I've Done Everything I Can – 5:34
7. Who Do You Trust – 4:08
8. The Night's Just Right – 3:51
9. Funky and the Farm-Boy – 4:08
10. Forty Winters – 4:43
11. Closer to Heaven – 5:20